# یواس‌اس دودوئک (ای‌ام‌اس-۶)
یواس‌اس دودوئک (ای‌ام‌اس-۶) (به انگلیسی: USS Courser (AMS-6)) یک کشتی بود که طول آن ۱۳۶ فوت (۴۱ متر) بود. این کشتی در سال ۱۹۴۲ ساخته شد.